# Magic Tour Highlights
Magic Tour Highlights es el tercer EP del músico estadounidense Bruce Springsteen, publicado por la compañía discográfica Columbia Records en julio de 2008.
Grabado durante la gira de Magic, el álbum fue publicado en formato digital en la tienda iTunes e incluye la participación de Alejandro Escovedo, Tom Morello y Roger McGuinn en los temas «Always a Friend», «The Ghost of Tom Joad» y «Turn! Turn! Turn!» respectivamente. Además, la canción «4th Of July, Asbury Park (Sandy)» fue extraída del último concierto de Danny Federici con la E Street Band en Indianapolis el 20 de marzo, antes de fallecer a causa de un melanoma el 17 de abril de 2008. 
Los beneficios del álbum fueron destinados a la fundación Danny Federici Melanoma Fund.

## Lista de canciones
| N.º | Título                                                                  | Escritor(es)                      | Duración |  |
| 1.  | «Always a Friend» (Houston (Texas), 14/04/2008)                         | Alejandro Escovedo, Chuck Prophet |          |  |
| 2.  | «The Ghost of Tom Joad» (Anaheim (California), 07/04/2008)              | Bruce Springsteen                 |          |  |
| 3.  | «Turn! Turn! Turn!» (Orlando (Florida), 23/04/2008)                     | Pete Seeger                       |          |  |
| 4.  | «4th Of July, Asbury Park (Sandy)» (Indianápolis (Indiana), 20/04/2008) | Bruce Springsteen                 |          |  |

## Personal
- Roy Bittan: piano
- Clarence Clemons: saxofón y percusión
- Charlie Giordano: órgano
- Nils Lofgren: guitarra y coros
- Bruce Springsteen: guitarra y voz
- Garry Tallent: bajo
- Soozie Tyrell: violín y coros
- Steve Van Zandt: guitarra y coros
- Max Weinberg: batería

## Posición en listas
| Año  | País           | Lista         | Posición |
| ---- | -------------- | ------------- | -------- |
| 2008 | Estados Unidos | Billboard 200 | 48       |